# Засядько, Александр Фёдорович
Алекса́ндр Фёдорович Зася́дько (25 августа (7 сентября) 1910, Горловка — 7 сентября 1963, Москва) — советский хозяйственный, государственный и партийный деятель.
Герой Социалистического Труда (1957). Депутат Верховного Совета СССР 2−6 созывов. Член ЦК КПСС в 1952—1956 и 1961—1963 годах.

## Биография
Родился 25 августа (7 сентября) 1910 года в посёлке Горловка Бахмутского уезда Екатеринославской губернии в семье шахтёра.

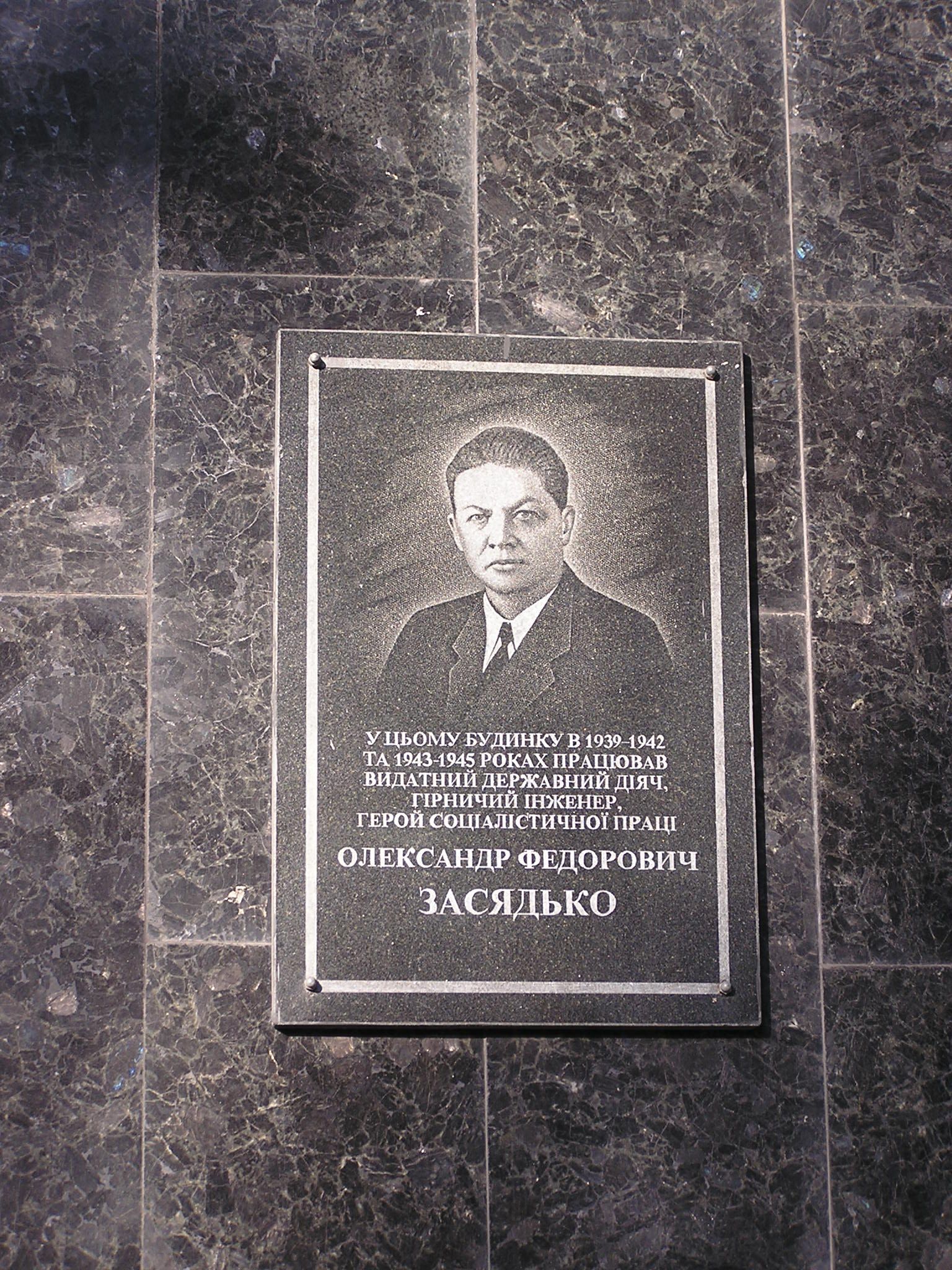
Мемориальная табличка на комбинате «Донецкуголь»

Могила Засядько на Новодевичьем кладбище Москвы.

В 1925—1927 годах учился в индустриальной школе в Изюме. В 1935 году окончил Донецкий горный институт.
- В 1924—1925 — ученик слесаря Луганского вагоно-паровозостроительного завода.
- В 1927—1930 — слесарь на шахте № 8 в Горловке, слесарь-монтёр шахты имени ОГПУ в Новошахтинске (Азово-Черноморский край).
- С 1935 главный механик, помощник главного инженера, главный инженер, заведующий шахтой № 10-бис.
- С 1939 заместитель начальника Главугля, начальник комбината «Сталинуголь».
- В 1941—1942 — начальник комбината «Молотовуголь».
- В 1942—1943 — заместитель наркома угольной промышленности СССР — начальник комбината «Тулауголь».
- В 1943—1946 — заместитель наркома угольной промышленности СССР — начальник комбината «Сталинуголь».
- В 1946—1947 — заместитель министра строительства топливных предприятий СССР.
- С 17 января 1947 министр угольной промышленности западных районов СССР.
- С 28 декабря 1948 министр угольной промышленности СССР. По сведениям Серова, в 1951 году Засядько настаивал на пополнении предприятий угольной промышленности дополнительными контингентами заключённых[1]. В марте 1955 освобожден от должности «ввиду неудовлетворительной работы».
- Со 2 марта 1955 заместитель министра угольной промышленности СССР.
- С 8 августа 1955 по 1956 — министр угольной промышленности УССР
- С 24 мая 1957 по 31 марта 1958 начальник отдела угольной промышленности Государственного планового комитета Совета Министров СССР — министр СССР.
- С 31 марта 1958 Заместитель Председателя Совета Министров СССР, одновременно с 22 апреля 1960 председатель Государственного научно-экономического совета Совета Министров СССР.
- 9 ноября 1962 по состоянию здоровья вышел на пенсию.

Умер 5 сентября 1963 года в Москве, от сердечного приступа на лавочке возле старого коммунального дома в тогда еще захолустном районе Москвы

## Награды
- Медаль Серп и Молот (26.04.1957);
- пять орденов Ленина (17.02.1939; 20.10.1943; 01.01.1948; 04.09.1948; 26.04.1957; 06.09.1960);
- орден Трудового Красного Знамени (29.08.1953);
- медалями, в том числе «За трудовую доблесть» (04.09.1948).

## Память
- Имя Александра Засядько носит проспект в Донецке;
- Шахта имени Засядько в Донецке;
- Площадь имени Засядько в Горловке.
- Вступившую в строй в 1959 г. шахту “Ветка-Глубокая” строительство которой он курировал, переименовали в шахту имени А.Ф. Засядько.